# Paraprocticus
Paraprocticus is een geslacht van rechtvleugeligen uit de familie veldsprinkhanen (Acrididae). De wetenschappelijke naam van dit geslacht is voor het eerst geldig gepubliceerd in 1995 door Grunshaw.

## Soorten
Het geslacht Paraprocticus omvat de volgende soorten:
- Paraprocticus forchhammeri Johnsen, 1974
- Paraprocticus naliendelensis Grunshaw, 1995
- Paraprocticus pendulus Karsch, 1896